# Ajdir (Taza)
Ajdir (en árabe أجدير) es una comuna marroquí situada en la provincia de Taza, en la región de Fez-Mequinez.

## Geografía física

### Localización
Ajdir se encuentra a 115 km al norte de Taza y a 112 km al sur de Alhucemas.

### Hidrología
Por el territorio de la comuna transcurre el río Nekor.

## Demografía
Según el último censo realizado por el Alto Comisionado de Planificación, Ajdir tenía en el año 2014 una población total de 10 214 habitantes. De entre ellos, 1445 habitantes se encuentran en áreas urbanas dentro de la comuna, mientras que 8769 habitantes se encuentran en áreas rurales.

## Economía

### Empleo
La población activa está formada fundamentalmente por varones. El 75.6 % de los varones se encuentran empleados o en búsqueda de empleo, mientras que solo el 20.9 % de las mujeres buscan o disponen de empleo.
La tasa de desempleo se situaba en el año 2014 en el 34 %. Entre la población masculina, la tasa de desempleo se situaba en el 27.7 %, mientras que entre las mujeres esta tasa se incrementa hasta el 54.6 %.

## Transportes
Por Ajdir pasa la carretera regional R510.

## Abastecimiento
El 95.2 % de los hogares dispone de electricidad, mientras que solo el 24.5 % dispone de agua corriente y el 15.3 % cuenta con conexión a una red de saneamiento público.

## Educación
La tasa de analfabetismo se sitúa en Ajdir en el 44.9 %. Existe una importante diferencia entre la población masculina y la femenina. El 26.8 % de los varones no saben leer ni escribir, mientras que en el caso de las mujeres este porcentaje sube al 61.6 %.
La tasa de escolarización entre los niños de 7 a 12 años se sitúa en el 91.6 %. En este caso la diferencia entre varones y mujeres es reducida: un 93.1 % entre los niños y un 90.2 % entre las niñas.